# Kogler Berg (Salzkammergut-Berge)
Der Kogler Berg (auch Koglerberg geschrieben) ist ein 819 m ü. A. hoher Berg am Alpennordrand bei Oberhofen am Irrsee in Oberösterreich.

## Lage und Landschaft
Der Berg ist eine sanfte Kuppe, die sich nordöstlich über dem Irrsee erhebt. Er gehört zu den Mondseer Flyschbergen der Salzkammergutberge und bildet mit dem Schoibernberg (883 m ü. A.) die nordwestliche Untergruppe der Berge zwischen Irrsee/Mondsee und Attersee, von denen sie durch die oberste Vöckla im Osten getrennt sind. Dort auf der anderen Seite liegt der Rehberg (Die Röten) (819 m ü. A.).
Am Kogler Berg enden die Alpen dann orographisch, und es folgt nördlich der Hausruck-und-Kobernaußerwald-Zug als Teil des Alpenvorlands. Sein Bergfuß läuft in die Plateauzone Hochfeld aus und formt die Pfortenlandschaft zwischen Straßwalchen, etwa 6 Kilometer nordwestlich, und Frankenmarkt, 7½ Kilometer nordöstlich. Diese bildet die Wasserscheide zwischen Mattig, die dem Inn zufließt, und der Vöckla zur Traun. Westlich geht der Oberhofner Bach (Mühlbach) Richtung Straßwalchen. Südlich entwässert der Haselbach, der die Eintalung zum Schoibernberg bildet, und nördlich der Reitzingbach, die dann vereint als Nössenbach zur Vöckla gehen. Die Wasserscheide nördlich ist durch Weinbach (Vöckla), Hainbach (Mattig), Kirchhamer Bach (Vöckla) und dann dem Schwemmbach (Mattig) – schon im Kobernaußerwald – vielfach verzahnt.
Um den Berg liegen als größere Orte Oberhofen westlich und Laiter am Irrsee südwestlich. Die Salzburger Landesgrenze, die hier um Straßwalchen ostwärts ausbaucht, passiert nordöstlich bei Winzerroid nahe Oberhofen über Pölzleiten und Oberholz, letztere Orte gehören zur Straßwalchener Hüttenedt an der Vöckla.

## Name
Bei Georg Matthäus Vischer 1667 findet sich hier vielleicht der Rabenshwenthner Huet, wohl nach der Ortslage Rabenschwand bei Oberhofen.
Seinen heutigen Namen hat er von der Ortslage Kogl am Fuß über Oberhofen, welches selbst wohl seinen Namen vom Berg hat: Kogel ist ein typischer örtlicher Name für kegelige Kuppen und Gipfel.

## Geologie
Der Berg gehört zur Zementmergelserie (Coniacium–Campanium, mittlere Oberkreide, ca. 90–70 Mio. Jahre alt) der Flyschzone, südlich zum Schoibernberg liegt Altlengbach-Formation (Maastrichtium–Thanetium, Wende Kreide/Paläozän, 70–50 Mio. Jahre). Diese tektonische Diskordanz führt geradlinig bis Straß im Attergau und ist eine von mehreren am Nordrand der Mondsee–Attersee-Flyschberge. Sie findet sich auch beim Irrsberg auf der anderen Irrseeseite. Am Nordfuß bei der Wieselkapelle ostwärts ist ein Streifen Reiselsberg-Formation und Gaultflysch (Unterkreide bis untere Oberkreide) aufgeschlossen, der sich als Umrahmung des ultrahelvetischen Fensters am Stoifelbach fortgesetzt findet.
Das Mondseeland wurde von einer Zunge des Traungletschers ausgefurcht, dessen Endmoränen am Krenwald und Kobernaußerwald liegen.
In der Mindel- (vor um 450.000 Jahren) und Riß-Kaltzeit (vor etwa 200.000 Jahren) waren Koglerberg–Schoibernberg wie auch Irrsberg typische Nunataks, aus der Eismasse herausragende Felsinseln.
Den ganzen Westfuß entlang auf etwa 500–650 m ü. A. verlaufen die jüngeren Riß-Randmoränen des Irrseegletschers, nördlich auf etwa 700 m bei Hub die höheren Mindel-Moränen. Die hydrographischen Verhältnisse nördlich sind Folge der Abflussentwicklung im versumpften oder seeigen Gletschervorfeld in den Rückzugszeiten.

## Erschließung
Der Berg ist von allen Seiten auf diversen Forstwegen und Steigen leicht zu ersteigen. Der Gipfel ist bewaldet.